# Икмадофила японская
Икмадофила японская (лат. Icmadophila japonica) — кустистый лишайник семейства Икмадофиловые (Icmadophilaceae). Реликтовый вид.

## Описание
Кустистый лишайник. Первичный таллом накипной, порошковидный до зернистого, однородный, серовато-зелёный с мучнистыми белыми соредиями. Апотеции 4—8 мм высотой, в виде низких подециевидных выростов с короткой суживающейся ножкой до 2 мм и языковидной сплюснутой серовато-зелёной верхней стороной. Нижняя сторона оранжевато-жёлтая, до розовато-жёлтой. Размножается как спорами, так и вегетативно.

## Ареал
Встречается в горной местности в старых хвойных и хвойно-широколиственных лесах на мшистых пнях пихт, елей, на гниющем валеже, на нижней части стволов деревьев, покрытых мхами, предпочитая влажные и затенённые места. В России лишь в южной части Дальнего Востока. За пределами Российской Федерации вид известен на острове Хоккайдо (Япония).

## Охранный статус
Занесена в Красную книгу России. Вносилась в Красную книгу СССР. Лимитирующими факторами являются рубки лесов, пожары, загрязнение окружающей среды, строительство дорог в местах обитания вида.